# Portret van een vrouw met schoothondje
Portret van een vrouw met schoothondje is een schilderij van Rembrandt in de Art Gallery of Ontario in the Canadese stad Toronto.

## Voorstelling
Het stelt een vrouw voor in een rode jurk met in haar hand een schoothondje. De identiteit van de vrouw is onbekend. In het verleden is gesuggereerd dat zij Magdalena van Loo (1641-1669), de schoondochter van Rembrandt, zou zijn.

## Herkomst
Het werk werd in 1955 nagelaten aan de Art Gallery of Ontario door de Canadese ondernemer en filantroop Frank Peter Wood uit Toronto.